# Budapesti HÉV-állomások listája

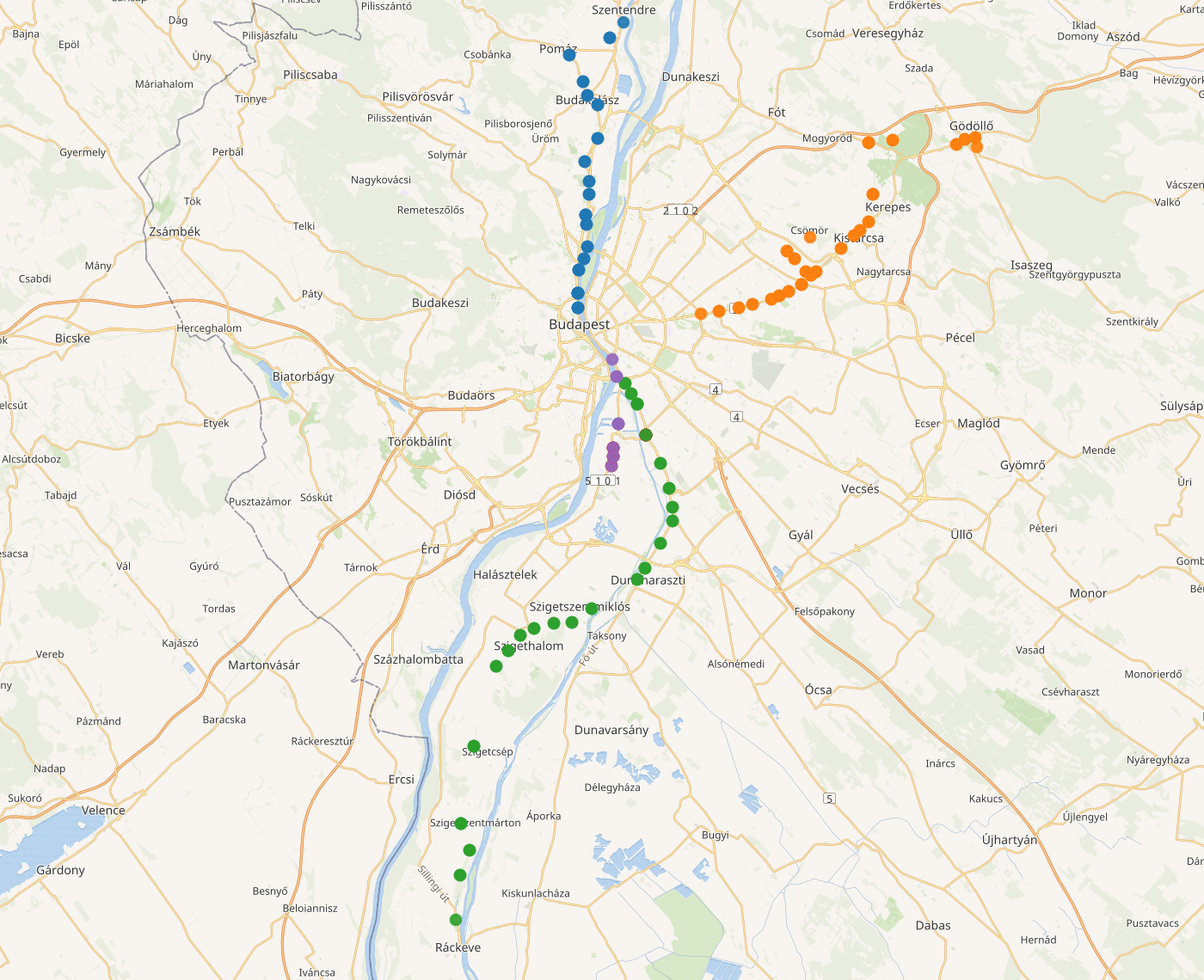
Budapesti HÉV-állomások

A főváros és környékének BHÉV (1968-2016 között: HÉV) vonalai megállóinak listája. A listában dőlt betűvel szerepelnek a már megszüntetett vonalak és megállóhelyek. A lista nem csak a fővárosi, hanem a helyiérdekű vasutak teljes vonalának megállóhelyeit tartalmazza, vagyis az elővárosokét is. A lista az átnevezett megállóneveket is felsorolja, → jel mutatja, hogy hol keresendő mai nevén. A már megszűnt megállók neve dőlt betűvel szerepel. Amennyiben van forrás arról, hogy egy állomás mikor nyílt meg (és zárt be), akkor azt ny: (illetve z:) betűvel jelöltük.
Mivel az egyes vonalaknál a megállók a haladási irány szerint szerepelnek, ezért itt betűrendbe rendezve olvashatók a nevek.
| Ábécé szerinti tartalomjegyzék                                                                           |
| --- |
| A, Á B C Cs D Dz Dzs E, É F G Gy H I, Í J K L Ly M N Ny O, Ó Ö, Ő P Q R S Sz T Ty U, Ú Ü, Ű V W X Y Z Zs |

## A, Á
- Akácfa utca Pesterzsébeti HÉV

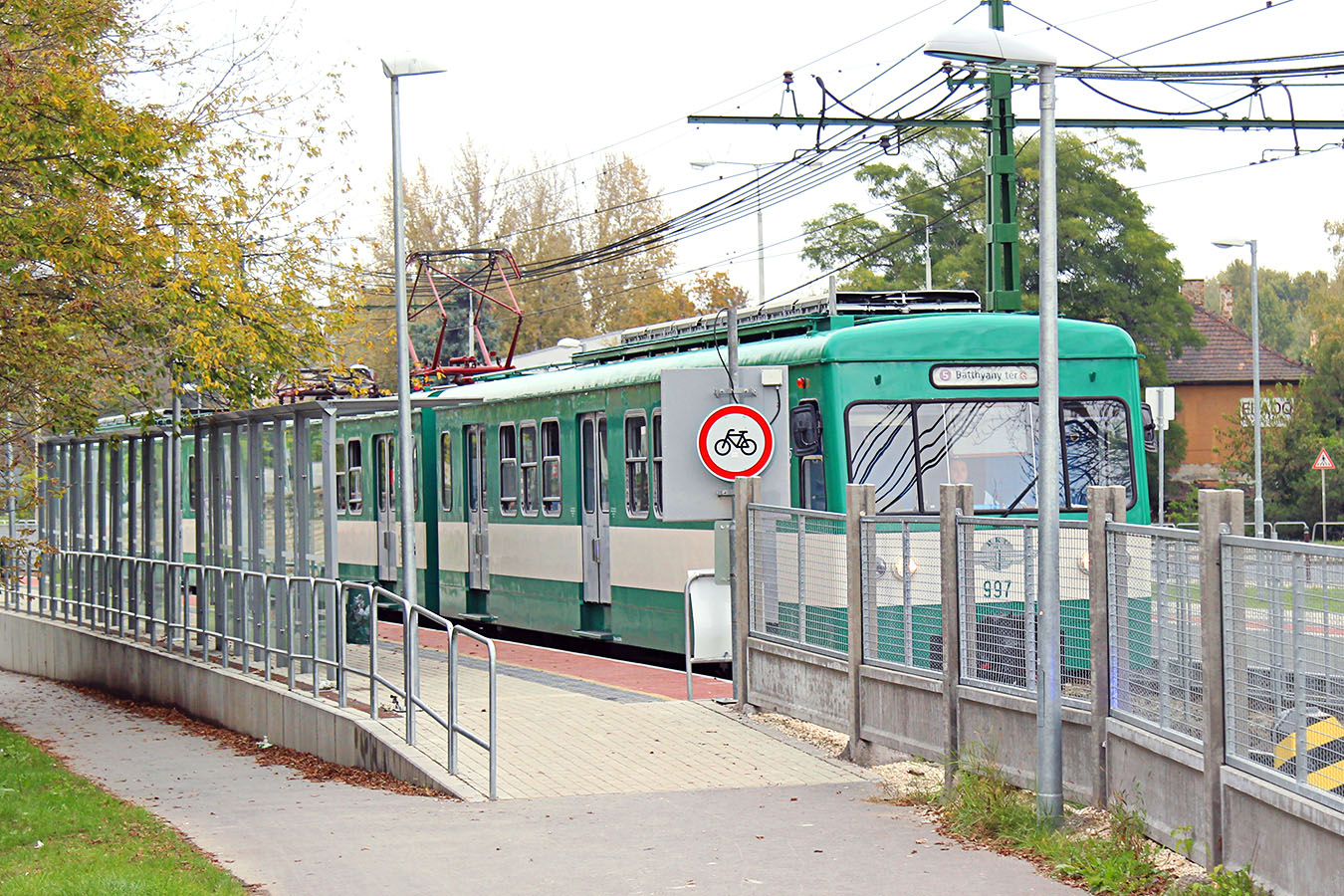
Aquincum megállóhely 2016-ban

- Albertfalva, Árpád utca Nagytétényi HÉV, Törökbálinti HÉV
- Albertfalva, kitérő Nagytétényi HÉV, Törökbálinti HÉV
- Albertfalva, Szent Imre út Nagytétényi HÉV, Törökbálinti HÉV
- Angyalisziget H6
- Aquincum H5
- Arany János utca Budapest–Rákosszentmihály–Rákospalota HÉV
- Atra → Torontál utca
- Atragyár → Torontál utca
- Attila-strandfürdő → Békásmegyer felső
- Álmos utca Pesterzsébeti HÉV
- Árpádföld H9
- Árpád híd → Szentlélek tér

## B

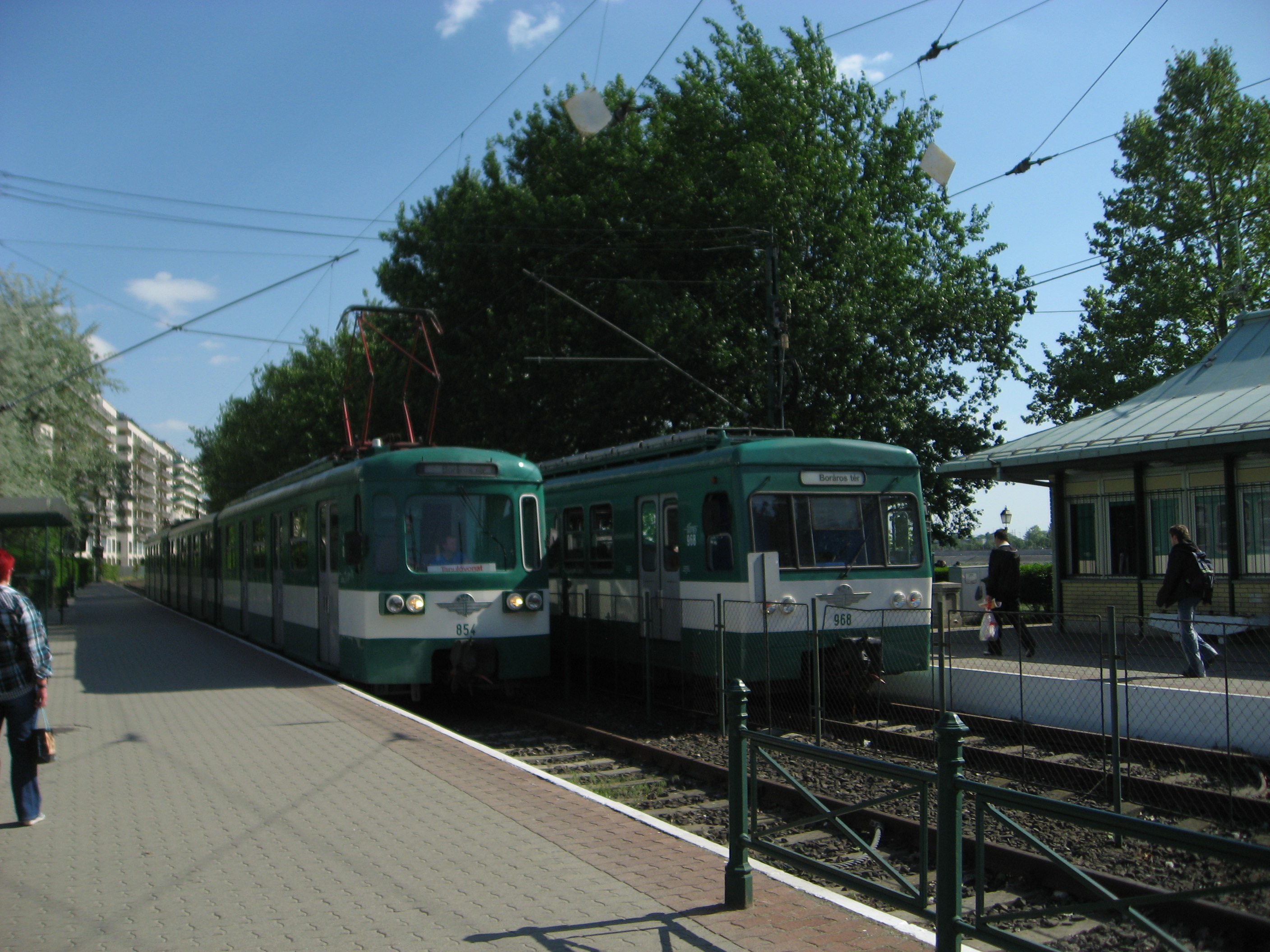
Boráros tér HÉV-állomás 2011-ben

- Bajcsy-Zsilinszky utca Rákosszentmihályi HÉV, Budapest–Rákosszentmihály–Rákospalota HÉV
- Bajcsy-Zsilinszky út → Védgát utca
- Baross Gábor-telep Nagytétényi HÉV
- Baross utca Pesterzsébeti HÉV
- Batthyány tér H5 ny.: 1972[1]
- Bánát utca Nagytétényi HÉV, Törökbálinti HÉV
- Bártfai utca Nagytétényi HÉV, Törökbálinti HÉV
- Benedek Elek utca → Kaszásdűlő
- Beöthy utca H6
- Bercsényi utca Rákosszentmihályi HÉV, Budapest–Rákosszentmihály–Rákospalota HÉV
- Békásmegyer H5
- Békásmegyer felső H5
- Békásmegyer-Pünkösdfürdő H5
- Bocskay út Nagytétényi HÉV, Törökbálinti HÉV
- Boráros tér H7
- Buda-Császárfürdő H5
- Budafok Elágazás, Anna utca Nagytétényi HÉV, Törökbálinti HÉV
- Budafok Forgalmi-telep Nagytétényi HÉV, Törökbálinti HÉV
- Budafok, Antal utca Nagytétényi HÉV
- Budafok, Donszky Árpád utca Nagytétényi HÉV
- Budafok, Sörház utca Nagytétényi HÉV
- Budafok, Tóth József utca Nagytétényi HÉV
- Budafok, Törley tér Nagytétényi HÉV
- Budafok, Vágóhíd utca Nagytétényi HÉV
- Budafok, Városház tér Nagytétényi HÉV
- Budakalász H5
- Budakalász, felső → Budakalász, Lenfonó
- Budakalász, Lenfonó H5
- Budaörs, Állomás Törökbálinti HÉV
- Budaörs, Levente út Törökbálinti HÉV
- Budaörs, Marx Károly út Törökbálinti HÉV
- Budaörs, MÁV-állomás Törökbálinti HÉV
- Budapesti út Rákosszentmihályi HÉV, Budapest–Rákosszentmihály–Rákospalota HÉV

## C

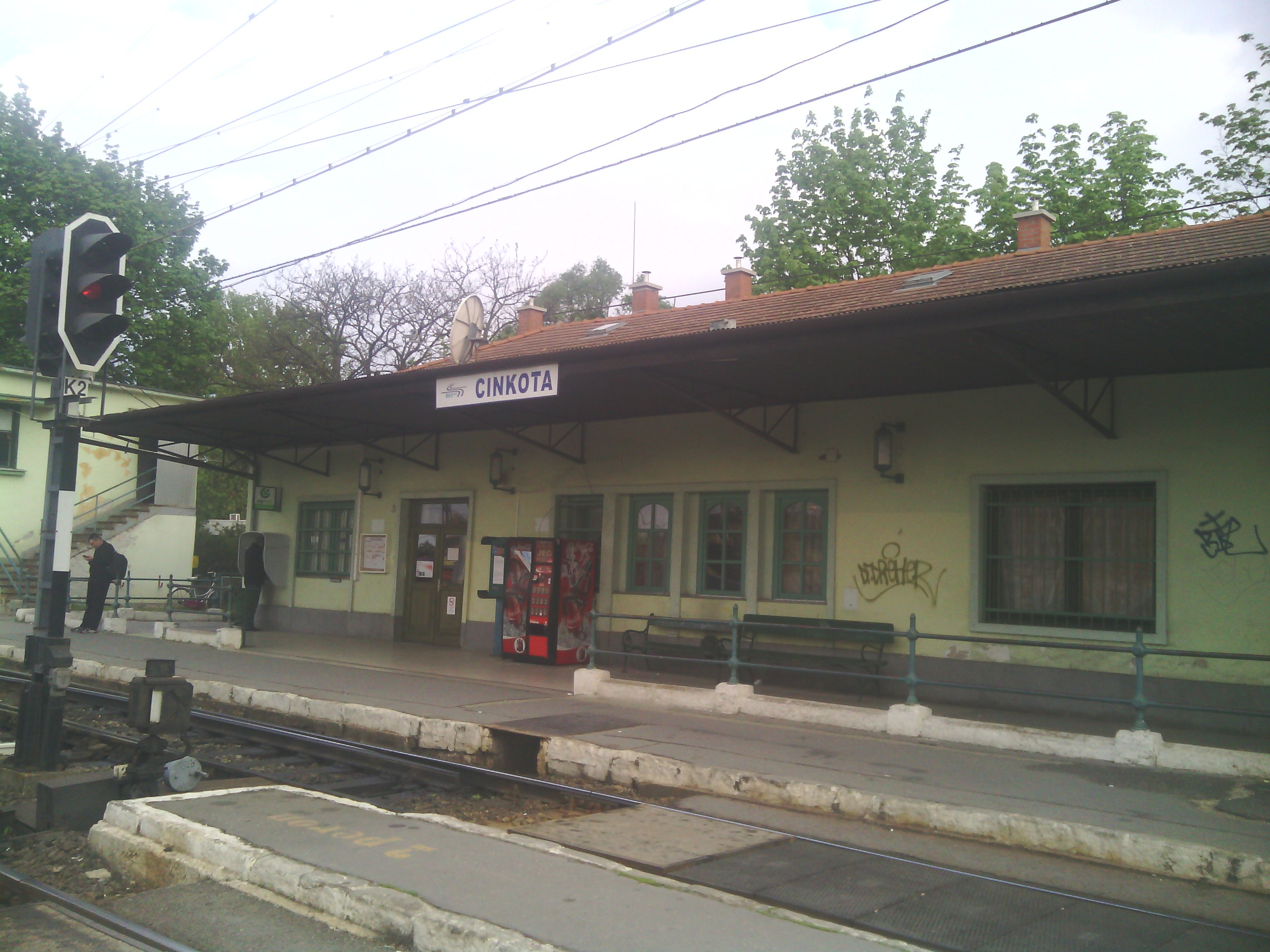
Cinkota HÉV-állomás 2014-ben

- Caprerafürdő → Cinkota alsó
- Cinkota alsó H9
- Cinkota H8, H9 ny: 1888[2]
- Cinkota Újtelep → Cinkota alsó

## Cs
- Csepel H7, Pesterzsébet–Csepel HÉV
- Csepel, Állomás utca Csepel–Hárosi iskola ny: 1959[3] z: 1965[3]
- Csepel, korzó Pesterzsébet–Csepel HÉV z: 1951?[4]
- Csepel-Papírgyár → Papírgyár
- Csillaghegy H5
- Csillagtelep, Hárosi iskola Csepel–Hárosi iskola ny: 1959[3] z: 1965[3]
- Csömör H9
- Csömör, kavicsbánya H9
- Csömöri út Rákosszentmihályi HÉV, Budapest–Rákosszentmihály–Rákospalota HÉV z: 1970[5]

## D

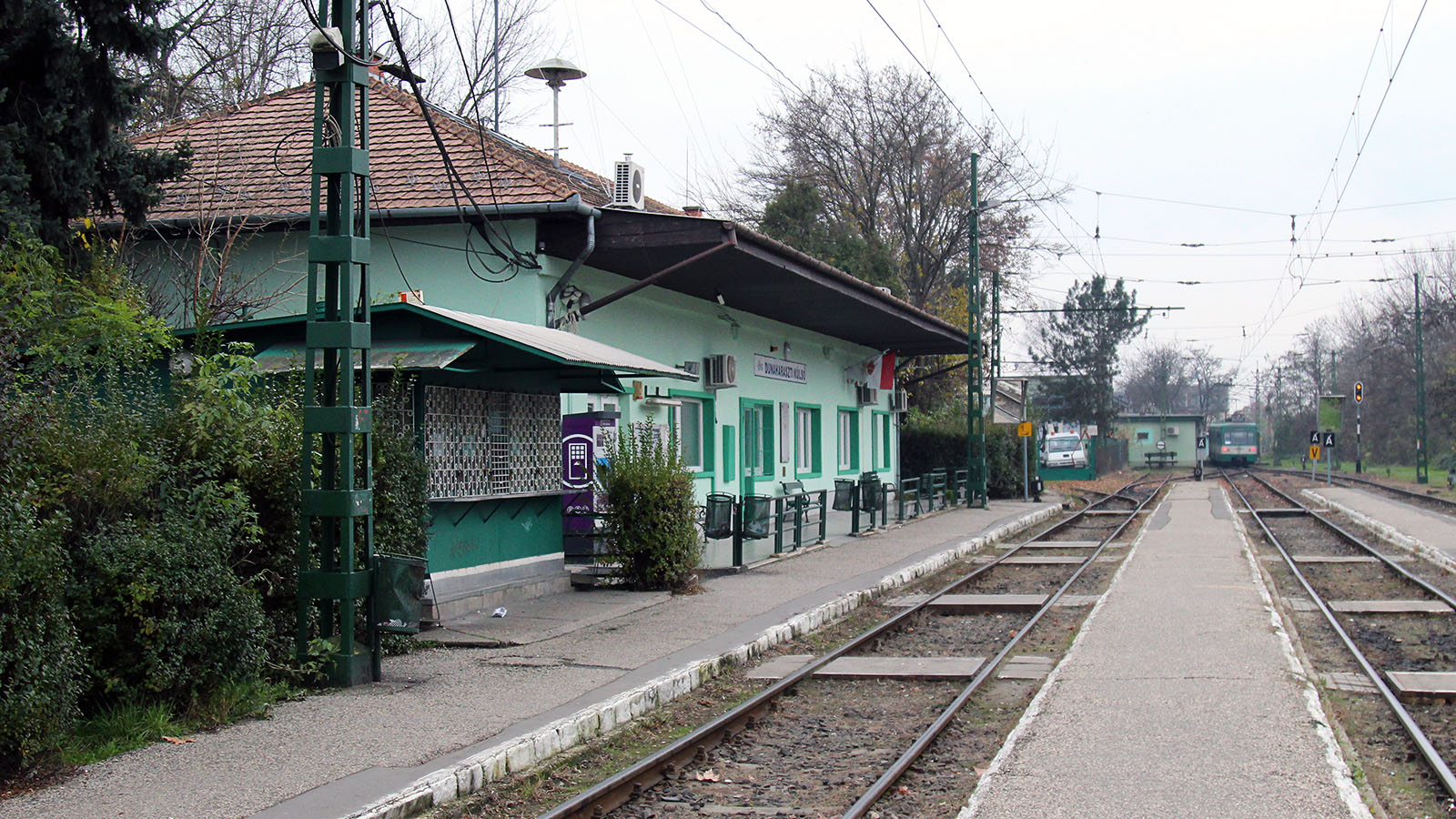
Dunaharaszti külső HÉV-állomás 2014-ben

- Deák Ferenc út → Soroksár, Tárcsás utca
- Diósárok Nagytétényi HÉV
- Dózsa György útja Pesterzsébeti HÉV
- Dugonics utca Budapest–Rákosszentmihály–Rákospalota HÉV
- Dunaharaszti felső H6
- Dunaharaszti külső H6 ny.: 1887[6]

## E, É
- Egyetemi Tangazdaság H6
- Erzsébetfalva → Pesterzsébet felső
- Erzsébet utca → Kossuth Lajos utca

## F
- Fegyvergyár → Timót utca
- Fehér út → Örs vezér tere

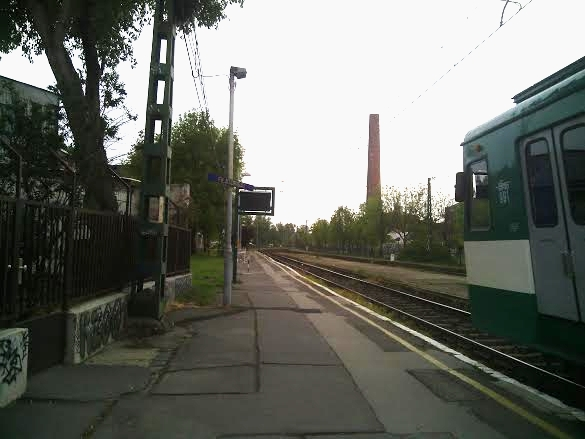
Filatorigát megállóhely 2014-ben

- Fehér út – Kertváros → Örs vezér tere
- Felszabadulás tér Pesterzsébeti HÉV
- Ferenc József tér → Soroksár, Hősök tere
- Filatorigát H5
- Frangepán utca Pesterzsébeti HÉV

## G

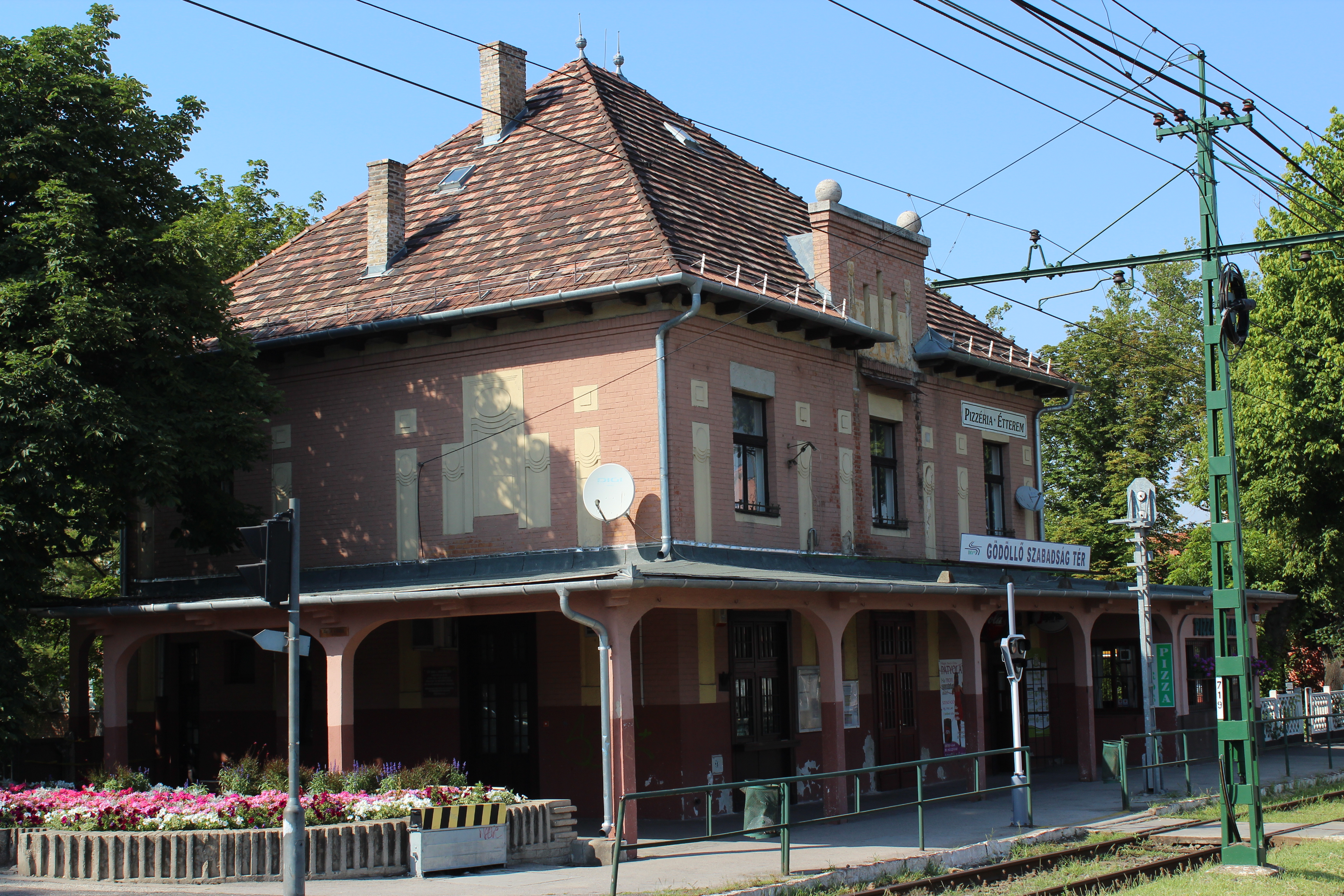
Gödöllő, Szabadság tér megállóhely 2012-ben

- Gellértfürdő Nagytétényi HÉV, Törökbálinti HÉV
- Gumigyár H8, H9, Rákosszentmihályi HÉV, Budapest–Rákosszentmihály–Rákospalota HÉV z: 1970[5]
- Gödöllő H8
- Gödöllő, Erzsébet park H8
- Gödöllő, Ferenc József tér → Gödöllő, Szabadság tér
- Gödöllő, Királyi park → Gödöllő, Palotakert
- Gödöllő, Palotakert H8 ny.: 1911[7]
- Gödöllő, Szabadság tér H8 ny.: 1911[7]

## H
- Hajógyár → Szentlélek tér
- Haraszti → Dunaharaszti külső ny: 1887[8]
- Határ út Pesterzsébet–Csepel HÉV ny: 1959[9] z: 1978[10]
- Hengermalom út Nagytétényi HÉV, Törökbálinti HÉV
- Horgásztanyák H6
- Hungária út H8, H9, Rákosszentmihályi HÉV, Budapest–Rákosszentmihály–Rákospalota HÉV z: 1970[5]
- Hungaroring H8

## I, Í
- Ilonatelep H8

## J
- Jókai Mór utca Nagytétényi HÉV
- József Attila-telep H6
- Jutagyár → Torontál utca

## K
- Kamaraerdő Törökbálinti HÉV
- Karácsony Sándor utca H7, Pesterzsébet–Csepel HÉV
- Kaszásdűlő H5
- Károlyi utca Budapest–Rákosszentmihály–Rákospalota HÉV
- Kelenvölgy Törökbálinti HÉV
- Kerepes H8
- Kerepesi út H8, H9, Rákosszentmihályi HÉV, Budapest–Rákosszentmihály–Rákospalota HÉV z: 1970[5]
- Kerepestarcsa alsó → Kistarcsa
- Kerepestarcsa felső → Kerepes
- Kerepestarcsa Kórház → Kistarcsa, kórház
- Kén utca H6
- Kistarcsa H8
- Kistarcsa, kórház H8 ny: 1982[11]
- Klapka utca Pesterzsébeti HÉV
- Konkoly utca → Kaszásdűlő
- Kossuth Lajos utca Pesterzsébet–Csepel HÉV z: 1978[10]
- Kossuth Lajos utca Pesterzsébeti HÉV
- Községháza Nagytétényi HÉV
- Közvágóhíd H6 ny: 1887[8]

## L
- Laktanya → Mexikói út
- Lágymányosi híd → Müpa – Nemzeti Színház
- Lámpagyár → Timót utca
- Lumumba utca H8, H9, Rákosszentmihályi HÉV z: 1970[5]

## M
- Major utca Nagytétényi HÉV, Törökbálinti HÉV
- Margit híd, budai hídfő H5
- Mátyásföld → Mátyásföld, Imre utca
- Mátyásföld alsó H8, H9
- Mátyásföld, Imre utca H8, H9
- Mátyásföld, repülőtér H8, H9
- MÁV-állomás Törökbálinti HÉV
- MÁV-telep Budapest–Rákosszentmihály–Rákospalota HÉV
- Mexikói út H8, H9, Rákosszentmihályi HÉV, Budapest–Rákosszentmihály–Rákospalota HÉV z: 1970[5]
- Millenniumtelep H6
- Mogyoród H8
- Móricz Zsigmond körtér Nagytétényi HÉV, Törökbálinti HÉV
- Munkáskórház Budapest–Rákosszentmihály–Rákospalota HÉV
- Müpa – Nemzeti Színház H7 ny: 2000[12]

## N
- Nagy Sándor utca H6
- Nagy Sándor utca Pesterzsébeti HÉV
- Nagyicce H8, H9, Rákosszentmihályi HÉV, Budapest–Rákosszentmihály–Rákospalota HÉV
- Nagytétény Nagytétényi HÉV

## O, Ó
- Óbuda vasútállomás H5 z: 1969[13]

## Ö, Ő
- Örs vezér tere H8, H9, Rákosszentmihályi HÉV, Budapest–Rákosszentmihály–Rákospalota HÉV ny: 1932[14]
- Őrház Nagytétényi HÉV

## P
- Pacsirtatelep Pesterzsébeti HÉV
- Pannóniatelep H5
- Papírgyár Pesterzsébet–Csepel HÉV z: 1978[10]
- Pálffy tér Rákosszentmihályi HÉV, Budapest–Rákosszentmihály–Rákospalota HÉV
- Pesterzsébet felső H6, Pesterzsébet–Csepel HÉV
- Pesterzsébet, Határ út → Határ út
- Pestszenterzsébet → Pesterzsébet felső
- Pestszenterzsébet alsó → Nagy Sándor utca
- Petőfi tér Rákosszentmihályi HÉV z: 1970[5]
- Piactér Budapest–Rákosszentmihály–Rákospalota HÉV
- Pomáz H5
- Pöltenberg utca Pesterzsébeti HÉV

## R
- Ráckeve H6
- Rákosfalva H8, H9, Rákosszentmihályi HÉV, Budapest–Rákosszentmihály–Rákospalota HÉV
- Rákos út Budapest–Rákosszentmihály–Rákospalota HÉV
- Rákosi út Rákosszentmihályi HÉV, Budapest–Rákosszentmihály–Rákospalota HÉV z: 1970[5]
- Rákospalota–Nádastó Budapest–Rákosszentmihály–Rákospalota HÉV ny: 1913[15] z: 1953
- Rákóczi út Rákosszentmihályi HÉV, Budapest–Rákosszentmihály–Rákospalota HÉV z: 1970[5]
- Rómaifürdő H5
- Rózsavölgy, alsó Törökbálinti HÉV
- Rózsavölgy, felső Törökbálinti HÉV
- Ruggyanta-gyár → Gumigyár

## S
- Sarkantyú utca H8, H9, Rákosszentmihályi HÉV, Budapest–Rákosszentmihály–Rákospalota HÉV
- Sashalmi tér Rákosszentmihályi HÉV, Budapest–Rákosszentmihály–Rákospalota HÉV  z: 1970[5]
- Sashalom H8, H9
- Sashalom – Cinkotai Nagyicce → Nagyicce
- Sashalom, Kossuth Lajos tér → Sashalmi tér
- Sashalom, Szentkorona utca → Szent Korona utca
- Sasvár utca Rákosszentmihályi HÉV  z: 1970[5]
- Ságvári Endre utca Pesterzsébeti HÉV
- Sárbogárdi út Nagytétényi HÉV, Törökbálinti HÉV
- Serédi Jusztinián utca Rákosszentmihályi HÉV, Budapest–Rákosszentmihály–Rákospalota HÉV
- Sertésközvágóhíd → Beöthy utca
- Soroksár felső H6
- Soroksár, Hősök tere H6
- Soroksár, Tárcsás utca H6
- Soroksár, Szabadság tér → Soroksár, Hősök tere
- Sósfürdő Pesterzsébet–Csepel HÉV z: 1978[10]

## Sz
- Szabadkikötő H7
- Szabó-telep → Papírgyár
- Szabadságtelep H9
- Széchenyi tér (Gróf Széchenyi tér) Budapest–Rákosszentmihály–Rákospalota HÉV
- Szent Imre tér H7, Pesterzsébet–Csepel HÉV
- Szent István utca H6
- Szent Korona utca, Budapest–Rákosszentmihály–Rákospalota HÉV
- Szentendre H5
- Szentistvántelep H5
- Szentjakab H8
- Szentlélek tér H5
- Szentmihályi út Budapest–Rákosszentmihály–Rákospalota HÉV
- Székelyhíd utca Pesterzsébeti HÉV
- Szépvölgyi út H5
- Szigetcsép H6
- Szigethalom H6
- Szigethalom alsó H6
- Szigetmajor H6
- Szigetszentmárton-Szigetújfalu H6
- Szigetszentmiklós H6
- Szigetszentmiklós alsó H6
- Szigetszentmiklós-Gyártelep H6
- Szigetszentmiklós-Gyártelep IX. kapu H6
- Szikra gyufagyár Nagytétényi HÉV
- Szilasliget H8
- Szilágyi-telep → Szigethalom
- Szőlőtelep → Egyetemi Tangazdaság

## T
- Tanácsház tér → Szent Imre tér

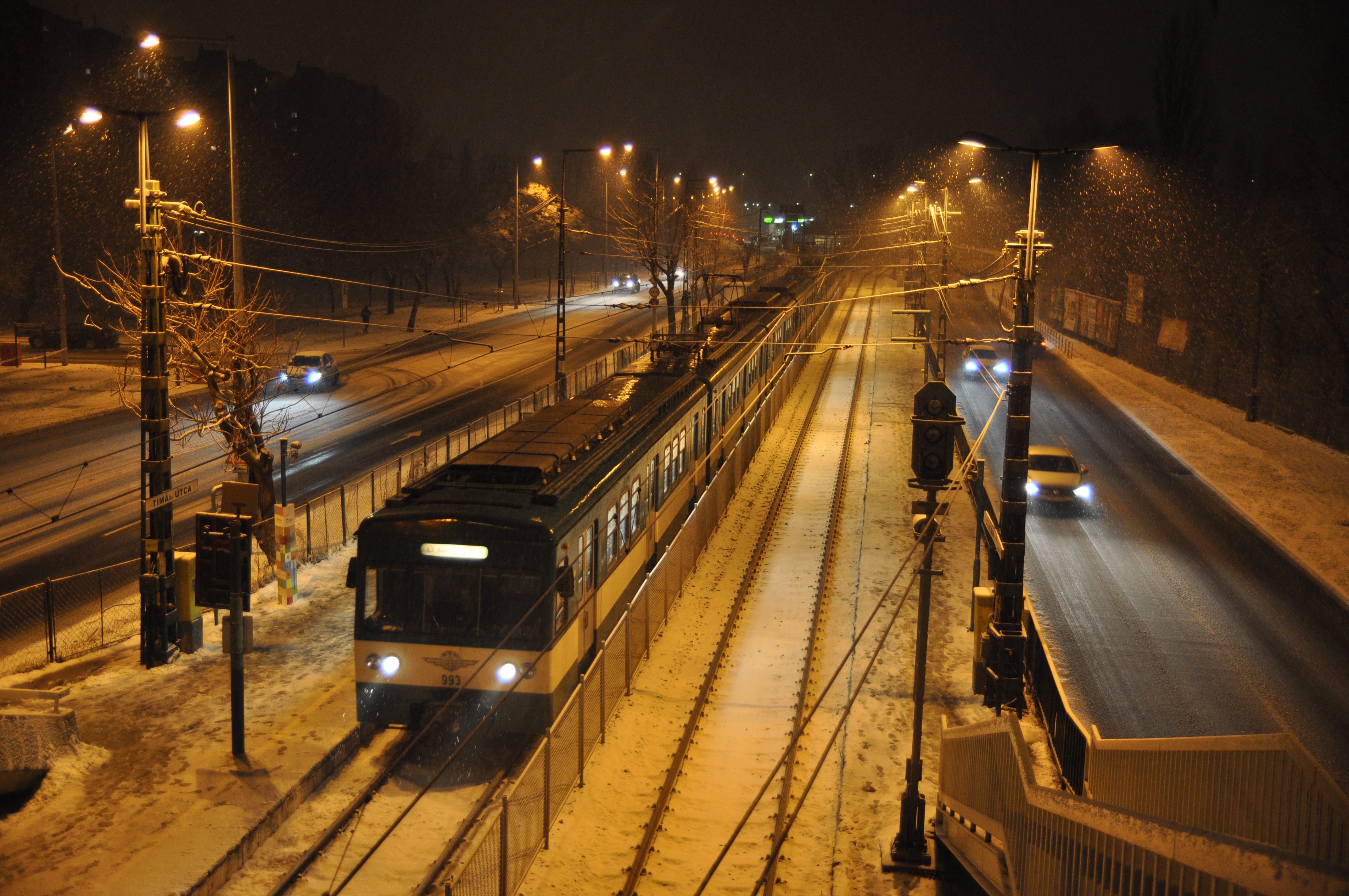
Tímár utca

- Thököly út Budapest–Rákosszentmihály–Rákospalota HÉV
- Timót utca H6
- Tímár utca H5
- Torontál utca H6
- Tököl H6
- Tölgyes → Szentjakab
- Törökbálint Törökbálinti HÉV
- Törökugrató Törökbálinti HÉV

## U, Ú
- Uradalmi szőlőtelep → Egyetemi Tangazdaság
- Újtelep Törökbálinti HÉV

## V
- Vágóhíd → Közvágóhíd
- Védgát utca Pesterzsébet–Csepel HÉV z: 1978[10]

## W
- Wesselényi utca Pesterzsébeti HÉV

## Z
- Zápolya utca Budapest–Rákosszentmihály–Rákospalota HÉV

## Zs

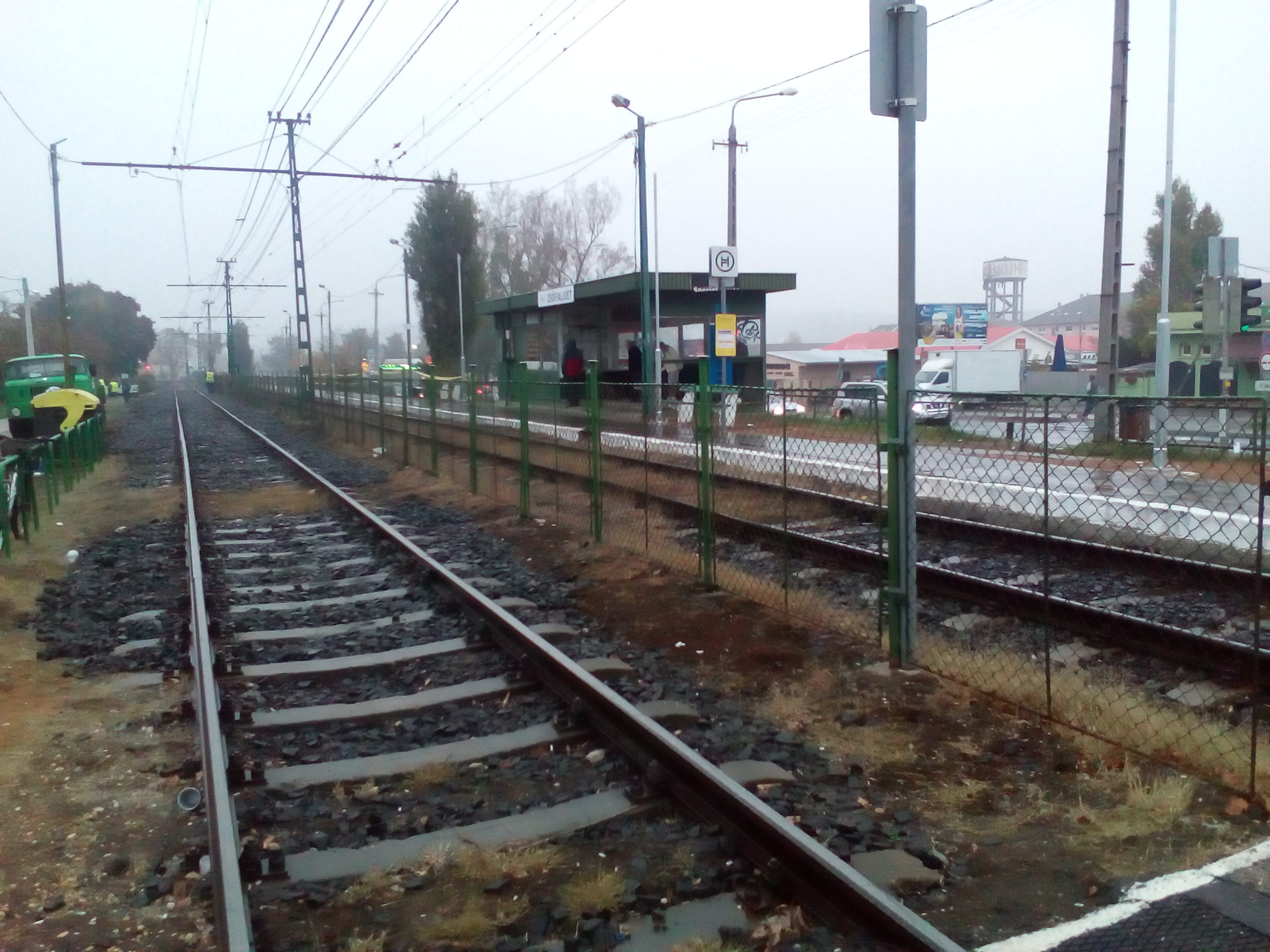
Zsófialiget megállóhely

- Zsófialiget H8